# Firth (rivière)
Pour les articles homonymes, voir Firth.
La rivière Firth est une rivière de 201 km, qui coule dans le territoire du Yukon au Canada, traversant le Parc national d'Ivvavik (en).

## Géographie
Elle prend ses sources dans l'Est des montagnes Brooks en Alaska, aux États Unis. La rivière est la principale de la région et récolte toutes les eaux de la sous-division des montagnes Brooks (en), nommées "Montagnes britanniques".
La rivière a son embouchure proche de l'île de Herschel (en) et de la baie du Mackenzie, en mer de Beaufort.